# Педро Санчез
Педро Санчез Перез-Кастехон (шп. Pedro Sánchez Pérez-Castejón; 29. фебруара 1972) шпански је економиста и политичар на дужности премијера Шпаније од 1. јуна 2018. године. Такође је и генерални секретар Шпанске социјалистичке радничке партије по други пут, након што је освојио лидерске изборе у јуну 2017.
Присуствовао је финалу Евробаскета 2022. године, у коме је Шпанија победила Француску 88:76. По писању шпанских новина Марка, и краљ Фелипе VI је требао да присуствује утакмици, али није могао пошто је ишао на сахрану Елизабете II.